# دهستان اوشیان
دهستان اوشیان نام دهستانی در بخش چابکسر شهرستان رودسر، استان گیلان در ایران است. این دهستان دروازه ورودی به شرق گیلان محسوب شده و از آب‌وهوای خوبی بهره می‌برد. زیباترین مناطق کوهپایه و سواحل دریای ماسه‌ای به این دهستان تعلق دارد. یکی از روستاهای این دهستان روستای زیبای اوشیان است که نام این دهستان برگرفته از این روستاست. دهستان اوشیان به مرکزیت روستای قاسم‌آباد سفلی مشتمل بر روستاها، مزارع و مکان‌های ۱ - لپاسرا، ۲ -سرولات، ۳ - هرات محله، ۴ - شیخ‌زاهدمحله، ۵ - کرات‌محله، ۶ - دوران‌محله، ۷ - دوگل‌سرا، ۸ - هلوکله، ۹ -فکجور، ۱۰ -سورخانی، ۱۱ - اوشیان، ۱۲ - میانده، ۱۳ - سول‌سرا، ۱۴ - خشکاسرا، ۱۵ - چملک‌سرا، ۱۶ - ارزن‌پشته، ۱۷ - ترک، ۱۸ - ماسرک، ۱۹ - تله‌سر، ۲۰ - کلوچ گوابر، ۲۱ - تله‌بن، ۲۲ - چاشلم، ۲۳ - جینگی، ۲۴ - گرچه‌آب، ۲۵ - مرگواز، ۲۶ - بینه‌پهلو، ۲۷ - کوتاک، ۲۸ - شین‌کوه، ۲۹ - توساپشته، ۳۰ - سیاه‌کش‌سرا، ۳۱ - جنگ‌سرا، ۳۲ - لیمه‌سرا، ۳۳ - لیه‌کلان، ۳۴ - شمشادپشته، ۳۵ - پشتان‌سرا، ۳۶ - کبوترآبکش، ۳۷ - ملک، ۳۸ - بورسرا، ۳۹ - گرازان، ۴۰ - سیاه‌کش، ۴۱ -قاسم‌آباد سفلی، ۴۲ -ملک میان، ۴۳ - خانه‌سر، ۴۴ - توسکامحله قاسم‌آباد، ۴۵ - پایین‌محله قاسم‌آباد، ۴۶ - بالامحله قاسم‌آباد، ۴۷ - بندبن قاسم‌آباد
۴۸_ میش سرا _می‌باشد.چشمه دمکش یکی از زیباترین چشمه‌های طبیعی ثبت شده در این دهستان قرار دارد. براساس سرشماری مرکز آمار ایران در سال ۱۳۸۵، جمعیت آن ۱۱۲۶۹ نفر (۳۲۱۶ خانوار) بوده‌است.